# The Movie Channel (canal de televisão britânico)
The Movie Channel foi um canal de televisão britânico, que transmitia apenas filmes. Lançado pela BSB, foi antecessor de alguns dos canais Sky Movies, tendo sobrevivido à fusão de 1990 com a Sky Television, outro serviço de satélite lançado pela News International de Rupert Murdoch.

## História
O The Movie Channel iniciou suas transmissões em março de 1990 como um dos canais da British Satellite Broadcasting, um consórcio formado em 1986 pela Granada Television, Pearson, Virgin, Anglia Television e Amstrad. O nome dado ao canal durante o processo de licitação foi Screen, mas antes do lançamento, o nome foi alterado para The Movie Channel.
Antes de seu lançamento, a BSB assinou um contrato de exclusividade para primeira exibição com a UIP Pay TV (que distribuiu os lançamentos da Paramount, Universal e MGM/UA). Uma de suas primeiras estreias cinematográficas foi o filme de James Bond , The Living Daylights, estrelado por Timothy Dalton.
Tanto a BSB quanto a Sky Television sofreram pesadas perdas e se fundiram, operando como a recém-formada British Sky Broadcasting. The Movie Channel, juntamente com o The Sports Channel, permaneceu no ar e foi lançado no satélite Astra 1B em 15 de abril de 1991. O canal mudou seu nome para Sky The Movie Channel, mas no ar ainda era referenciado como The Movie Channel. Ele transmitiu sob esse nome até 1997, quando foi renomeado como Sky Movies Screen 2.